# Butler (Pennsylvania)
Butler è un comune (city) degli Stati Uniti d'America, situato nello stato della Pennsylvania, nella contea di Butler, della quale è il capoluogo. 

## Etimologia
Prende il nome dal maggior generale Richard Butler, morto nella battaglia del Wabash nel 1791.

## Storia
Fu fondata nel 1803 da John e Samuel Cunningham e incorporata come borough nel 1817 prima di diventare una città nel 1918. Inizialmente colonizzata da immigrati irlandesi e scozzesi, Butler vide un notevole afflusso di coloni tedeschi all'inizio del XIX secolo. Detmar Basse fondò Zelienople nel 1803 e George Rapp fondò Harmony nel 1805, portando a un'ulteriore crescita e sviluppo.
All'inizio del XX secolo, Butler divenne un polo industriale, contribuendo in modo significativo alla regione manifatturiera della Steel Belt. La città ospitava la Standard Steel Car Company, che aprì nel 1902 e produsse alcuni dei primi vagoni ferroviari interamente in acciaio. Questo stabilimento divenne in seguito parte della Pullman-Standard.
Butler ospitava anche l'American Bantam Car Company, nota per aver sviluppato la Jeep originale, ampiamente utilizzata durante la Seconda guerra mondiale. Nonostante questi progressi industriali, lo stabilimento Pullman-Standard chiuse nel 1982 e l'American Bantam Car Company ha avuto difficoltà, perdendo contratti militari a favore di aziende più grandi.
Butler, e in particolare il census-designated place di Meridian, è stata il luogo del fallito attentato del 13 luglio 2024 a Donald Trump.